# ノルウェー数学会
ノルウェー数学会（ノルウェー語: Norsk matematisk forening、英語: Norwegian Mathematical Society）はノルウェーの数学会。1918年に設立され、Carl Størmerが初代会長に就任した。数学コンテストやアーベルシンポジウムの開催も行っている。